# 3967-es busz
A 3967-es jelzésű autóbuszvonal egy Tiszaújváros és Igrici / Hejőkeresztúr között közlekedő helyközi járat, amelyet a Volánbusz Zrt. üzemeltet Hejőbába érintésével.

## Útvonala
Tiszaújváros autóbusz-állomásról indul. Az Igricire tartók a Tescot is érintik, a Hejőkeresztúrra haladók a 35-ös főútra hajtanak ki, legközelebb Sajószögeden állnak meg. A községben elhagyják a szakaszt, Hejőbába következik, alapjáraton csak keresztezik azt, egy-kettő az iskolájához is betér. Északnyugati irányba közelítik meg Szakáldot, azt követően Hejőszalontát. Itt ágazik szét a két útvonal: az egyik része a 3307-es mellékút nyékládházi irányába hajt, majd a hejőkeresztúri elágazásnál a település autóbusz fordulója a végállomás, másik része Mezőcsát felé robog, az igrici elágazásban jobbra kanyarodik, majd az onnan 2 kilométerre található községházánál végállomásozik.
Ellentétes irányban is léteznek az indítások.

## Közlekedése
Indításszáma rendkívül alacsony. munkanapokon 2 indítás az egyik, 2 a másik irányba hajt, illetve onnan jön + 1 pár naponta Hejőbábáról közlekedik Igricibe.
| Útvonala                                            | Indításszáma | Közlekedése  |
| --------------------------------------------------- | ------------ | ------------ |
| Tiszaújváros, aut. áll. – Igrici, kh.               | 2 pár        | munkanapokon |
| Tiszaújváros, aut. áll. – Hejőkeresztúr, aut. ford. | 2 pár        | munkanapokon |
| Hejőbába, sajószögedi elág. – Igrici, kh.           | 1 pár        | naponta      |

## Megállóhelyei

### Tiszaújváros – Igrici
| 0                              | Tiszaújváros, autóbusz-állomás végállomás           | 0.0 km  | 1, 1A, 2, 3 1055, 1374, 1426, 1427, 1428 3731, 3733, 3737, 3739, 3744, 3745, 3752, 3952, 3960, 3963, 3965, 3966, 3968, 3969, 3970, 3971, 3974, 3975, 4008, 4009, 4240, 4241, 4484 |
| 1                              | Tiszaújváros, Tesco                                 | 0.7 km  | 2, 3 3734, 3737, 3739, 3744, 3745, 3752, 3966, 3968, 3969, 3970, 3971 |
| 2                              | Sajószöged, szabadidőpark                           | 3.3 km  | 1370 3737, 3744, 3745, 3966, 3970, 3971, 4009 |
| 3                              | Sajószöged, községháza                              | 3.9 km  | 1369, 1370, 1372, 1426, 1427, 1428 3734, 3737, 3739, 3744, 3745, 3752, 3966, 3968, 3969, 3970, 3971, 4009                                                                         |
| 4                              | Sajószöged, hejőbábai elágazás                      | 4.7 km  | 1370 3734, 3737, 3739, 3744, 3745, 3752, 3966, 3968, 3969, 3971, 4009 |
| 5                              | Sajószöged, erőmű                                   | 5.5 km  | 3966, 3968, 3969 |
| 6                              | Hejőbába, Fő utca 131.                              | 9.1 km  | 3966, 3968, 3969 |
| 7                              | Hejőbába, sajószögedi elágazás vonalközi végállomás | 9.7 km  | 3741, 3742, 3966, 3968, 3969 |
| Munkanapokon 3 indítás érinti. |                                                     |         | |
| ∫                              | Hejőbába, községháza                                | ∫       | 3741, 3742, 3966, 3968 |
| ∫                              | Hejőbába, iskola                                    | ∫       | 3741, 3742, 3966, 3968 |
| ∫                              | Hejőbába, községháza                                | ∫       | 3741, 3742, 3966, 3968 |
| 7                              | Hejőbába, sajószögedi elágazás vonalközi végállomás | 9.7 km  | 3741, 3742, 3966, 3968, 3969 |
| 8                              | Szakáld, lakótelep                                  | 13.4 km | 3741, 3742, 3969 |
| 9                              | Szakáld, bolt                                       | 14.5 km | 3741, 3742, 3969 |
| 10                             | Szakáld, felső                                      | 14.9 km | 3741, 3742, 3969 |
| 11                             | Hejőszalonta, kerámiaüzem                           | 16.5 km | 3741, 3742, 3969 |
| 12                             | Hejőszalonta, Kossuth utca 76.                      | 17.4 km | 3741, 3742, 3969 |
| 13                             | Hejőszalonta, sportpálya                            | 17.7 km | 3741, 3742, 3969 |
| 14                             | Hejőszalonta bejárati út                            | 18.2 km | 3741, 3742, 3743, 3969, 4009 |
| 15                             | Szakáldi elágazás                                   | 18.8 km | 3741, 3743, 3969, 4009 |
| 16                             | Hejőpapi elágazás                                   | 23.7 km | 3741, 3743, 3968, 3969, 4009 |
| 17                             | Igrici elágazás                                     | 27.0 km | 3741, 3743, 3966, 3968, 3969, 4009 |
| 18                             | Igrici, Kossuth utca 6.                             | 28.3 km | 3741, 3743, 3966, 3968, 3969 |
| 19                             | Igrici, községháza végállomás                       | 29.0 km | 3741, 3743, 3966, 3969 |

### Tiszaújváros – Hejőkeresztúr
| 0                              | Tiszaújváros, autóbusz-állomás végállomás           | 0.0 km  | 1, 1A, 2, 3 1055, 1374, 1426, 1427, 1428 3731, 3733, 3737, 3739, 3744, 3745, 3752, 3952, 3960, 3963, 3965, 3966, 3968, 3969, 3970, 3971, 3974, 3975, 4008, 4009, 4240, 4241, 4484 |
| 1                              | Sajószöged, szabadidőpark                           | 3.4 km  | 1370 3737, 3744, 3745, 3966, 3970, 3971, 4009 |
| 2                              | Sajószöged, községháza                              | 4.0 km  | 1369, 1370, 1372, 1426, 1427, 1428 3734, 3737, 3739, 3744, 3745, 3752, 3966, 3968, 3969, 3970, 3971, 4009                                                                         |
| 3                              | Sajószöged, hejőbábai elágazás                      | 4.8 km  | 1370 3734, 3737, 3739, 3744, 3745, 3752, 3966, 3968, 3969, 3971, 4009 |
| 4                              | Sajószöged, erőmű                                   | 5.6 km  | 3966, 3968, 3969 |
| 5                              | Hejőbába, Fő utca 131.                              | 9.2 km  | 3966, 3968, 3969 |
| 6                              | Hejőbába, sajószögedi elágazás vonalközi végállomás | 9.8 km  | 3741, 3742, 3966, 3968, 3969 |
| Munkanapokon 3 indítás érinti. |                                                     |         | |
| ∫                              | Hejőbába, községháza                                | ∫       | 3741, 3742, 3966, 3968 |
| ∫                              | Hejőbába, iskola                                    | ∫       | 3741, 3742, 3966, 3968 |
| ∫                              | Hejőbába, községháza                                | ∫       | 3741, 3742, 3966, 3968 |
| 6                              | Hejőbába, sajószögedi elágazás vonalközi végállomás | 9.8 km  | 3741, 3742, 3966, 3968, 3969 |
| 7                              | Szakáld, lakótelep                                  | 13.5 km | 3741, 3742, 3969 |
| 8                              | Szakáld, bolt                                       | 14.6 km | 3741, 3742, 3969 |
| 9                              | Szakáld, felső                                      | 15.0 km | 3741, 3742, 3969 |
| 10                             | Hejőszalonta, kerámiaüzem                           | 16.6 km | 3741, 3742, 3969 |
| 11                             | Hejőszalonta, Kossuth utca 76.                      | 17.5 km | 3741, 3742, 3969 |
| 12                             | Hejőszalonta, sportpálya                            | 17.8 km | 3741, 3742, 3969 |
| 13                             | Hejőszalonta bejárati út                            | 18.3 km | 3741, 3742, 3743, 3969, 4009 |
| 14                             | Hejőkeresztúr bejárati út                           | 20.5 km | 3741, 3742, 3743, 4009 vonatpótló – Hejőkeresztúr [88/89.] |
| 15                             | Hejőkeresztúr, iskola                               | 21.3 km | 3741, 3742, 3743, 4009 |
| 16                             | Hejőkeresztúr, autóbusz-forduló végállomás          | 21.8 km | 3741, 3742, 3743, 4009 |